# Elfeg
Elfeg (anglosaski Ælfheah) – imię męskie pochodzenia germańskiego, od nazwy elf. Patronem tego imienia jest święty Elfeg, biskup Canterbury.
Elfeg imieniny obchodzi 19 kwietnia.